# Зутермер
Зутермер (на нидерландски: Zoetermeer, в превод „Сладководно езеро“) е град в провинция Южна Холандия, Нидерландия. Зутермер е с население от 124 695 жители (по приблизителна оценка от януари 2018 г.), а площта му е 37,05 кв. км. Намира се в часова зона UTC+1, а през лятото е в UTC+2. Градът разполага с лека и обикновена железница. Намира се също до магистрала (А12). В градът е единственият храм в цяла Нидерландия на Църквата на Исус Христос на светиите от последните дни.

## Известни личности
Родени в Зутермер
- Антониус ван ден Брук (1870 – 1926), физик